# Maciej Szewczyk
Maciej Szewczyk (* 12. Mai 1994 in Meppen, Deutschland) ist ein polnischer Fußballspieler. Er spielt in der Abwehr vorrangig als Linksverteidiger und steht bei Blau-Weiß Mintard unter Vertrag.

## Karriere

### Verein
Szewczyk wurde in Meppen geboren, wo sein Vater als Spieler aktiv war. Im Sommer 2000 ging er mit seiner Familie nach Polen. Im Heimatort seines Vaters begann er bei BKS Bolesławiec mit dem Fußballspielen. Ab 2008 spielte Szewczyk in der Jugend des deutschen Klubs 1. FC Kaiserslautern. Zur Rückrunde der Saison 2010/11 wechselte er zu FSV 1920 Offenbach. Nach einem halben Jahr wechselte Szewczyk in die Jugend von Alemannia Aachen. In der A-Junioren-Bundesliga bestritt er für Aachen 37 Spiele und erzielte dabei ein Tor. Im Sommer 2012 wurde Szewczyk in den erweiterten Kader der ersten Mannschaft berufen. Zunächst stand er am 9. September 2012 das erste Mal im Kader der zweiten Mannschaft in der Partie gegen den FC Hennef 05 (2:3), kam jedoch nicht zum Einsatz. Sechs Tage später absolvierte er in der 3. Fußball-Liga sein erstes Profispiel, als er beim Heimspiel gegen die SpVgg Unterhaching (1:3) in der 89. Minute für Kai Schwertfeger eingewechselt wurde. Am 17. Februar 2013 kam er im Heimspiel gegen SC Brühl 06/45 (2:1) auch in der zweiten Mannschaft zu seinem Debüt.
Im Januar 2014 wechselte er zum Ligakonkurrenten Bytovia Bytów, in der dritten polnischen Liga.
In der Saison 2013/2014 stieg er in die 1. Liga auf (zweite polnische Liga). Am 2. August 2014  debütierte Maciej mit Bytovia in der 1. Liga gegen Wisla Plock (3:2). Szewczyk stand bis Oktober 2015 bei Bytovia Bytów unter Vertrag. 
Von Oktober 2015 bis März 2016 war er vereinslos. Am 30. März 2016 unterschrieb er einen Vertrag beim polnischen 3. Ligisten Nadwislan Gora. Hier stand er bis zum Ende der Spielzeit 2015/2016 unter Vertrag. 
Nach Vertragsablauf wechselte Szewczyk im Juli 2016 in die 3. Fußball-Liga (Polen) (4. Liga) zu Widzew Łódź. 
Zur Saison 2017/18 kehrte er nach Deutschland zurück und schloss sich dem Oberligisten VfB Speldorf an. In der Winterpause 2018/19 wechselte Szewczyk zum Essener Bezirksligisten Blau-Weiß Mintard. Danach zog es ihn wieder nach Polen, wo er sich 2021 dem BKS Boleslawiec anschloss, dann 2023 zum G. Zlotoryja wechselte und seit Sommer 2024 beim Luzyce Luban unter Vertrag steht.

### Nationalmannschaft
Im Februar 2013 wurde Maciej Szewczyk das erste Mal zu einem Lehrgang der U-19-Jugendauswahlmannschaft des polnischen Fußballverbandes eingeladen.
Szewczyk absolvierte am 22. März 2013 sein Länderspieldebüt gegen Georgien. Die U-19 von Polen besiegte die georgische Auswahl mit 3:1. Zwei Tage später folgte ein weiterer Vergleich, der mit 3:0 gewonnen wurde.

## Privates
Maciej Szewczyk ist der Sohn des ehemaligen polnischen Fußballprofis Zbigniew Szewczyk, der unter anderem 1991 mit Zagłębie Lubin polnischer Meister wurde und in Deutschland bei SV Meppen und Tennis Borussia Berlin unter Vertrag stand. Sein Bruder Thomas Szewczyk war zeitweise Basketballprofi beim FC Schalke 04 Basketball.